# Teflon Don
Teflon Don is het vierde studioalbum van de Amerikaanse rapper Rick Ross. Het album werd op 20 juli 2010 uitgebracht door Maybach Music Group, Slip-n-Slide Records en Def Jam Recordings. Op het album komen gastoptredens voor van: John Legend, Jay-Z, Cee-Lo Green, T.I., Jadakiss, Erykah Badu, Kanye West, Ne-Yo, Diddy, Trey Songz, Gucci Mane, Styles P, Chrisette Michele, Drake, Raphael Saadiq en Raekwon.